# Fiat Idea
Fiat Idea – samochód osobowy typu minivan klasy aut miejskich produkowany przez włoską markę FIAT w latach 2003–2017.

## Historia modelu

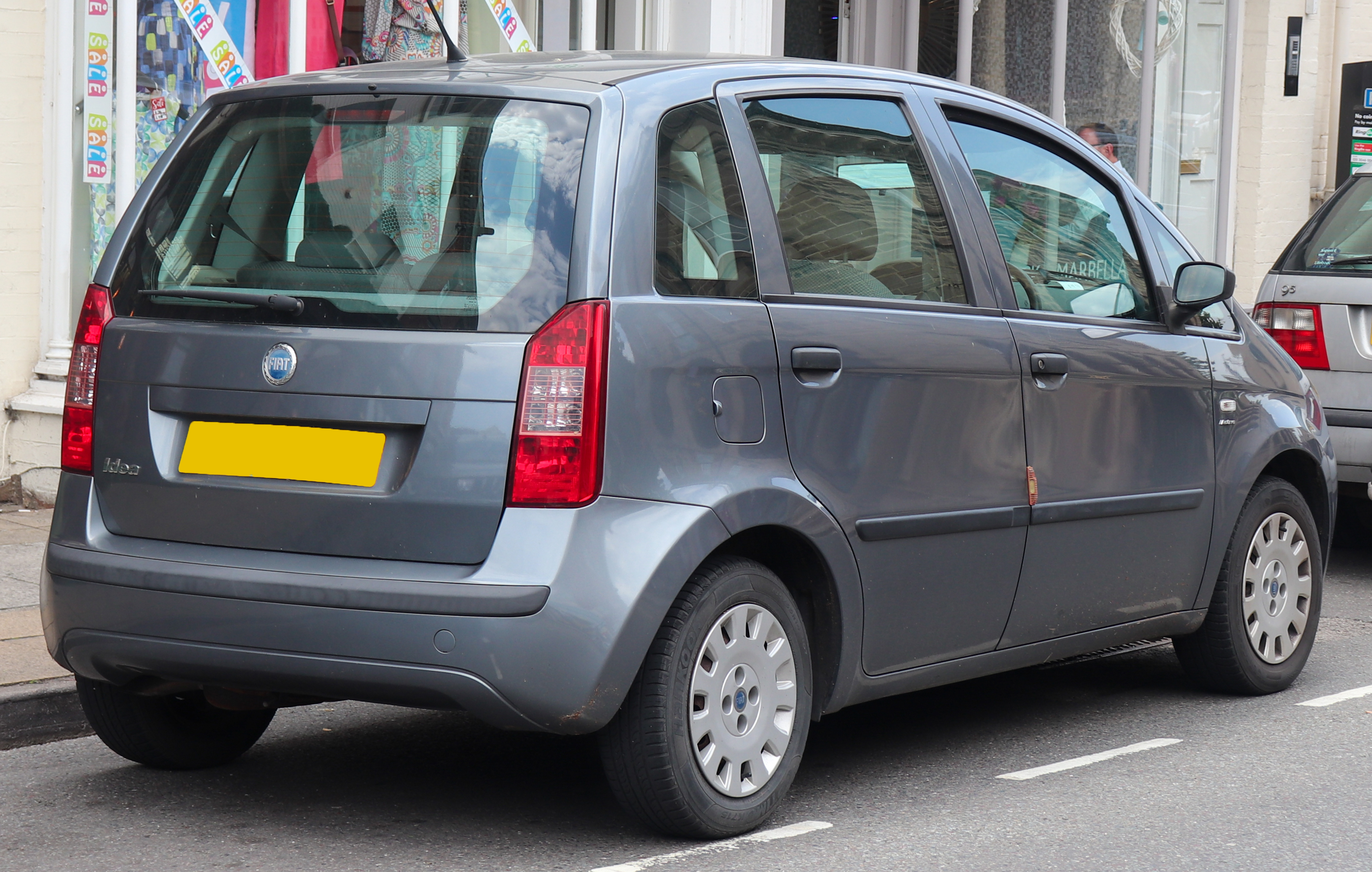
Fiat Idea - tył

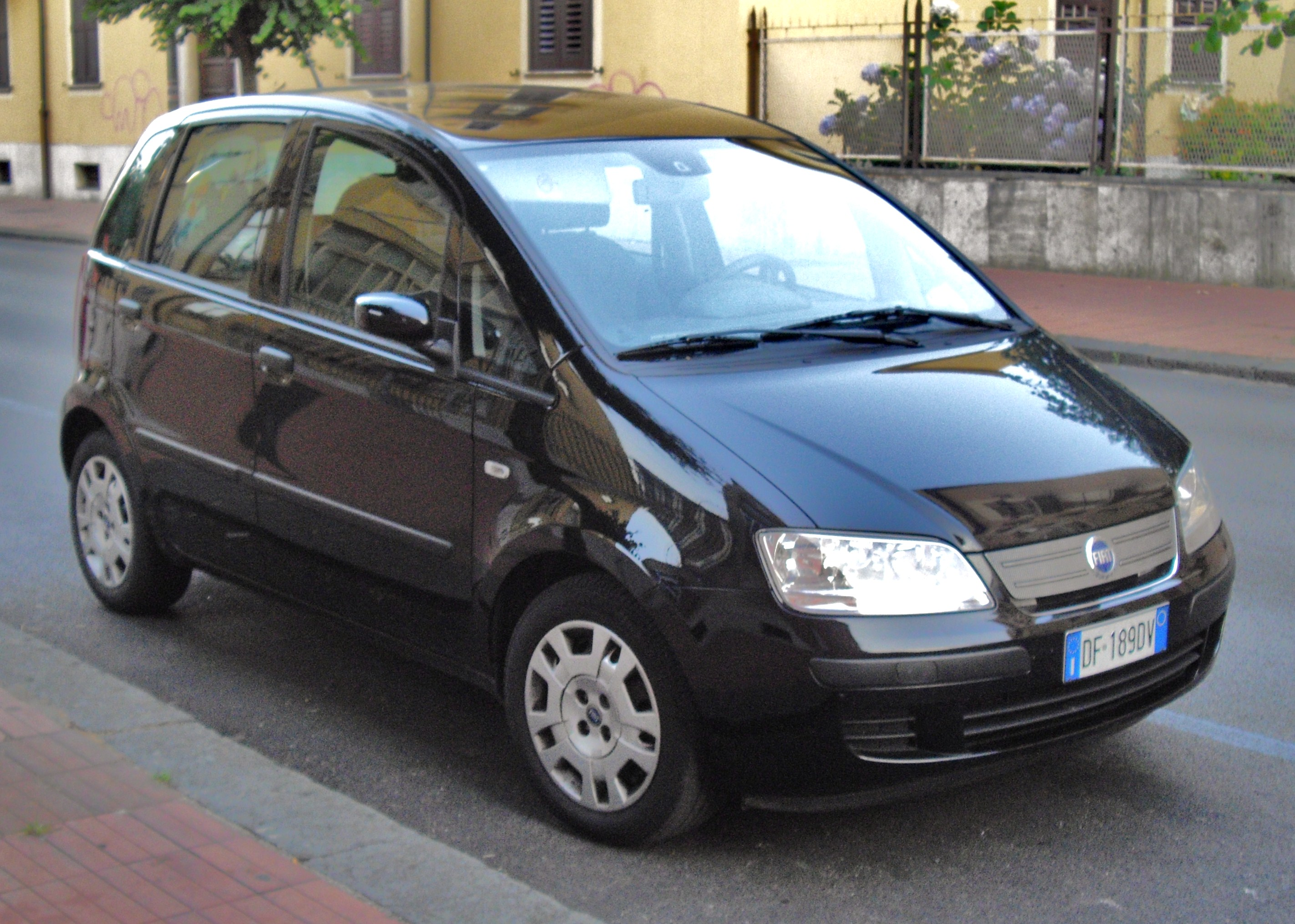
Fiat Idea po liftingu

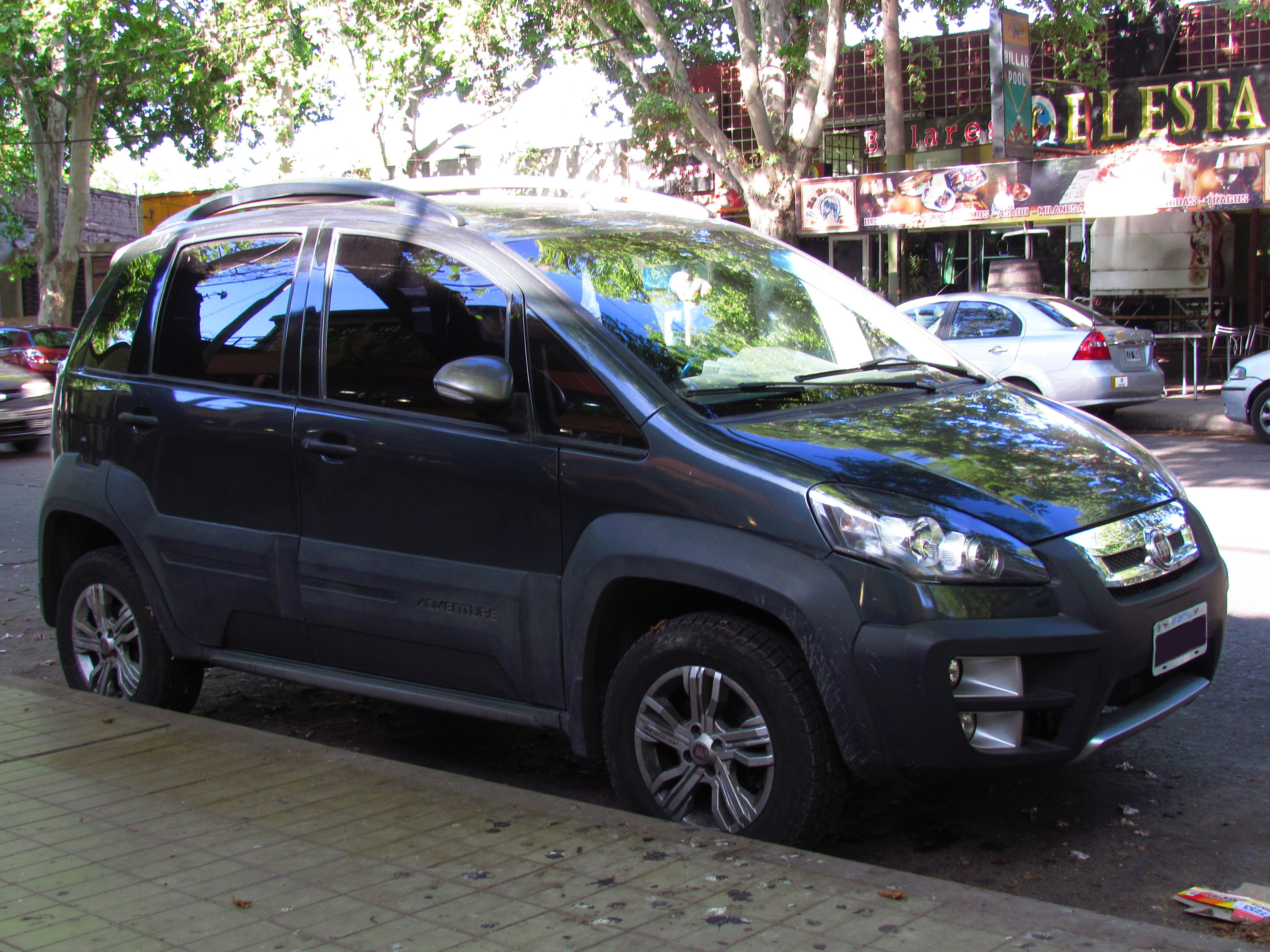
brazylijski Fiat Idea po drugim liftingu

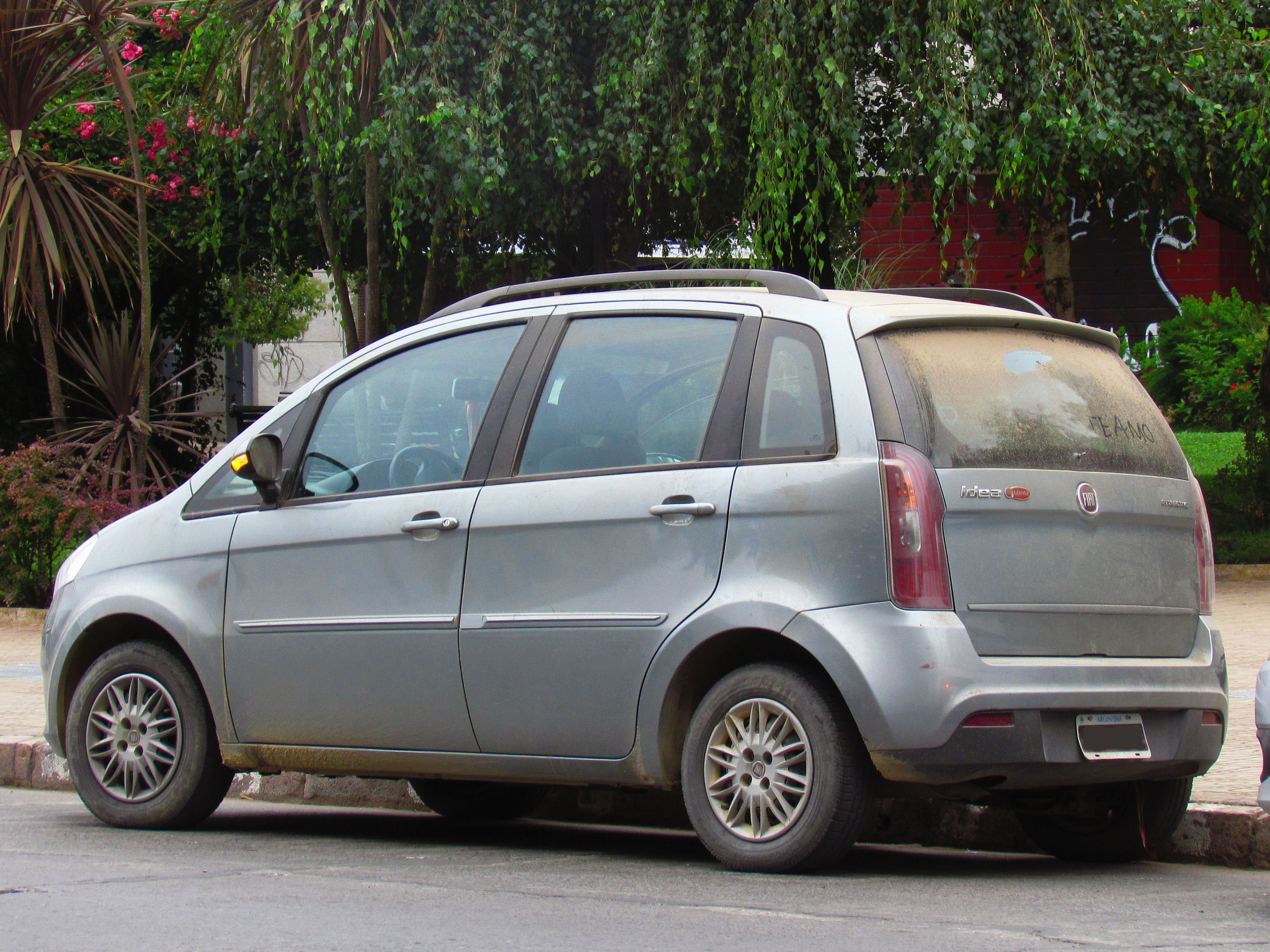
brazylijski Fiat Idea - tył po drugim liftingu

Samochód został zaprezentowany w 2003 roku jako mniejsza alternatywa dla Multipli. Rok później wprowadzono na rynek bliźniaczą odmianę oferowaną pod marką Lancia jako model Musa. Auto zostało zaprojektowane przez Giorgetto Giugiaro, a zbudowane na bazie płyty podłogowej Punto II. W lipcu 2005 roku uruchomiono produkcję w Fiat Automóveis w Betim w Brazylii z przeznaczeniem na rynki południowoamerykańskie.  
W sierpniu 2006 roku wprowadzono na rynek uterenowioną odmianę Adventure. 
W 2007 roku samochód wycofano ze sprzedaży na rynku polskim. 

### Modernizacje
We wrześniu 2005 roku wprowadzono delikatne zmiany zewnętrzne. Zmieniona została atrapa chłodnicy oraz klosze reflektorów. Przy okazji modernizacji silnik benzynowy o pojemności 1.2 l i mocy 80 KM zastąpiono silnikiem o pojemności 1.4 l i mocy 77 lub 95 KM. 
W drugiej połowie 2010 roku zaprezentowano wersję po face liftingu. Zmodyfikowany został przód pojazdu, zastosowano nowe reflektory, atrapę chłodnicy, a lusterka zewnętrzne doposażone zostały w kierunkowskazy. Z tyłu pojazdu zastosowano lampy wykonane w technologii LED. 
Pod koniec 2013 roku wersja przeznaczona na rynek brazylijski otrzymała kolejny lifting nadwozia. Lekko zmodyfikowany został pas przedni pojazdu z nową atrapą chłodnicy i światłami przeciwmgłowymi. We wnętrzu pojazdu odświeżona została cała deska rozdzielcza.

### Wyposażenie
- Attractive
- Essence
- Sporting
- Adventure - wersja uterenowiona
- Skycome
- ELX
- HLX

Standardowe wyposażenie pojazdu dostępne na większości rynków motoryzacyjnych obejmowało m.in. dwie poduszki powietrzne, system ABS, system audio, elektryczne sterowanie szyb przednich, komputer pokładowy. Wersja po liftingu w 2010 roku standardowo wyposażona jest także m.in. w czujniki deszczu i parkowania.
Opcjonalnie, w zależności od wersji wyposażeniowej oraz rynkowej pojazdu, auto doposażyć można było m.in. w 6 poduszek powietrznych, system ESP, elektryczne sterowanie szyb tylnych, podgrzewanie i elektryczne sterowanie lusterek, dwustrefową klimatyzację, system nawigacji satelitarnej oraz panoramiczny dach. 

### Silniki
| Silnik                | Pojemność skokowa [cm³] | Typ silnika        | Moc maksymalna [KM] przy obr./min | Maks. moment obrotowy [Nm] przy obr./min | Przyspieszenie 0-100 km/h [s] | Prędkość maks. [km/h] |                    |                    |                    |
| Silniki benzynowe:    | Silniki benzynowe:      | Silniki benzynowe: | Silniki benzynowe:                | Silniki benzynowe:                       | Silniki benzynowe:            | Silniki benzynowe:    | Silniki benzynowe: | Silniki benzynowe: | Silniki benzynowe: |
| --------------------- | ----------------------- | ------------------ | --------------------------------- | ---------------------------------------- | ----------------------------- | --------------------- | ------------------ | ------------------ | ------------------ |
| 1.2 16V               | 1242                    | R4                 | 80/5500                           | 113/4250                                 | b.d.                          | b.d.                  |                    |                    |                    |
| 1.4 8V                | 1368                    | R4                 | 77/6000                           | 115/3000                                 | 13,5                          | 163                   |                    |                    |                    |
| 1.4 16V Starjet       | 1368                    | R4                 | 95/5800                           | 128/4500                                 | 11,5                          | 175                   |                    |                    |                    |
| Silniki wysokoprężne: |                         |                    |                                   |                                          |                               |                       |                    |                    |                    |
| 1.3 16V Multijet      | 1248                    | R4                 | 70/4000                           | 180/1750                                 | 15,4                          | 159                   |                    |                    |                    |
| 1.3 16V Multijet      | 1248                    | R4                 | 90/4000                           | 200/1750                                 | 12,5                          | 173                   |                    |                    |                    |
| 1.9 8V Multijet       | 1910                    | R4                 | 100/4000                          | 260/1750                                 | 11,5                          | 179                   |                    |                    |                    |